# Lapos kórócsiga
A lapos kórócsiga (Xerolenta obvia) Európában honos, a tüdőscsigákhoz tartozó szárazföldi csigafaj.

## Megjelenése

A csigaház 7–12 mm magas, 14–23 mm széles, öt vagy hat kanyarulatból áll. Alapszíne krétafehér, amely szürke vagy barna árnyalatú is lehet. Lehet egyszínű, vagy barna hosszanti csíkokkal díszített. A csigaház köldöke igen nagy, tölcsérszerűen kitáguló; szájadéka elliptikus, ajakduzzanata nincs.
A csiga teste sárgásbarna, sötétebb színű csápokkal.

## Elterjedése és életmódja

Xerolenta obvia pappi

Délkelet-Franciaországtól kelet felé egészen Kis-Ázsiáig előfordul, a Balkántól észak felé pedig a Balti-tengerig. Az Alpokban és Bulgáriában egészen 1900 méteres magasságig megtalálható. Magyarországon az alföldi tájakon gyakori. Újabban Észak-Amerikába is behurcolták, ahol az általa terjesztett betegségek miatt mezőgazdasági és egészségügyi kártevőnek számít.
A lapos kórócsiga melegkedvelő faj, száraz, füves lejtőkön, réteken, töltéseken, útszéleken fordul elő. Helyenként nagyobb számban is megtalálható kórókra, bokrokra, magas fűszálakra felkapaszkodva. Elfonnyadt vagy korhadó növényi részekkel táplálkozik. A nyári melegben az átforrósodott talajt elkerülve növényi szálakra mászik és a kiszáradást megelőzendő, nyálkával lezárja a csigaház bejáratát. Ilyen állapotban hosszú aszályt is képes átvészelni. Évente kétszer szaporodik, tavasszal és ősszel. Egyszerre 25-40 (1,5 mm átmérőjű) petét rak le a talajba ásott lyukba, amit utána betakar. Élettartama két-három év.
A lapos kórócsiga köztesgazdája lehet a kecskéket és juhokat megbetegítő Protostrongylus rufescens fonálféregnek és Davainea proglottina, valamint Dicrocoelium dendriticum laposférgeknek. Ezenkívül átviheti az Alternaria, Fusarium, Phytophthora és más patogén gombák spóráit.
Németországban populációi sebezhető státuszban vannak, Magyarországon nem védett.

## Külső hivatkozások
- Fajleírás (angol nyelven)
- Fajleírás és az általa terjesztett paraziták